# Teamwork40
Teamwork40 est un voilier monocoque de 40 pieds conçu pour la course au large, il fait partie de la classe Class40. Son nom de baptême est Boogie Down et son numéro de classe le 115.
Mis à l'eau en janvier 2012 à La Trinité-sur-Mer, il est notamment le sister-ship de Phor-ty et d'Imerys.
Il porte le nom de Mare de 2012 à 2013, de Teamwork40 de 2014 à 2017, de Bertrand-Delesne.fr en 2018, d'A chacun son Everest en 2019, d'Engue & Vic Sailing en 2021, d'Exploring Tech for Good en 2021, d'À l'aveugle - TrimControl depuis 2022.
Teamwork40 a participé à de nombreuses courses au larges telles que la Route du Rhum en 2014 et 2018 et la Transat Jacques-Vabre en 2015, 2017,2019 et 2021.

## Historique

### Mare
Mis à l'eau en janvier 2012 sous les couleurs de Mare, le monocoque commence la compétition en mars 2012 en participant à la Solidaire du Chocolat. Le voilier skippé par Jörg Riechers et Marc Lepesqueux remporte la transatlantique après 24 jours, 7 heures et 41 minutes de course.
Quelques semaines plus tard, le Class40 remporte également l'Atlantic Cup, et prend la seconde place de la Transat Québec-Saint-Malo.
En mars 2013, le monocoque remporte la Normandy Channel Race après avoir mené la course depuis le départ.
Lors de la onzième édition de la Transat Jacques Vabre, le voilier skippé par Jörg Riechers et Pierre Brasseur arrive à la troisième place à Itajaí.

### Teamwork40
En 2014 le Class40 prend les couleurs de Teamwork40 entre les mains de Bertrand Delesne avec pour premier objectif la Route du Rhum,.
En novembre, le voilier prend le départ de sa première Route du Rhum. Il est contraint d'effectuer une escale à Roscoff dès le début de la course afin de réparer une avarie et repart alors à la trente-huitième position. Il arrive finalement à la douzième place à Pointe-à-Pitre et obtient un temps compensatoire à la suite de son intervention au profit du CROSS.
Pour la Transat Jacques Vabre, Bertrand Delesne prend le départ aux côtés de Nils Palmieri. Le duo arrive à la cinquième place à Itajaí. Pour l'édition suivante de la route du café, le skipper breton embarque avec Justine Mettraux. Le monocoque franchit la ligne d'arrivée à Salvador de Bahia à la quatrième place.

### Bertrand-Delesne.fr
Le monocoque est inscrit à la Route du Rhum sous le nom de Bertrand-Delesne.fr. À la suite de nombreux problèmes techniques, le voilier et son skipper arrivent au port de Lorient le 9 novembre 2018 et sont contraints à l'abandon.

### A chacun son Everest
Pour la Transat Jacques Vabre 2019, le voilier prend les couleurs d'A chacun son Everest et est skippé par Yves et Renaud Courbon. Le monocoque arrive à la treizième position à Salvador de Bahia.

### Exploring Tech for Good
En 2021, pour la quinzième édition de la Route du Café, le monocoque loué à Bertrand Delesne par Victor Jost et Enguerrand Granoux prend les couleurs d'Exploring Tech fo Good. Le voilier se classe vingt-huitième à l'arrivée à Fort-de-France.

### À l'aveugle
Le 14 novembre 2022, alors qu'il navigue en direction des Açores durant la Route du Rhum, le monocoque aux couleurs de À l'aveugle - Trim control démâte, contraignant son skipper François Jambou à l'abandon,. Le voilier rejoint 6 jours plus tard La Corogne sous gréement de fortune.

## Palmarès

### 2012-2013:Mare
- 2012 :
  - 1er de la Solidaire du Chocolat
  - 1er de l'Atlantic Cup
  - 2e de la Transat Québec-Saint-Malo
  - 3e du Mondial Class40 La Rochelle[18]
- 2013 :
  - 1er de la Normandy Channel Race
  - 3e de la Transat Jacques Vabre

### 2014-2017:Teamwork40
- 2014 :
  - 3e du Grand Prix Guyader[18]
  - 5e de la Normandy Channel Race[18]
  - 3e de La Qualif'[18]
  - 12e de la Route du Rhum
- 2015 :
  - 4e de la Normandy Channel Race[18]
  - 3e de Les Sables - Horta - Les Sables[18]
  - 5e de la Transat Jacques Vabre
- 2016 :
  - 13e de la Normandy Channel Race[18]
- 2017 :
  - 4e de la Transat Jacques Vabre

### 2019:A chacun son Everest
- 7e de la Rolex Fastnet Race[18]
- 9e de la 40' Malouine SACIB[18]

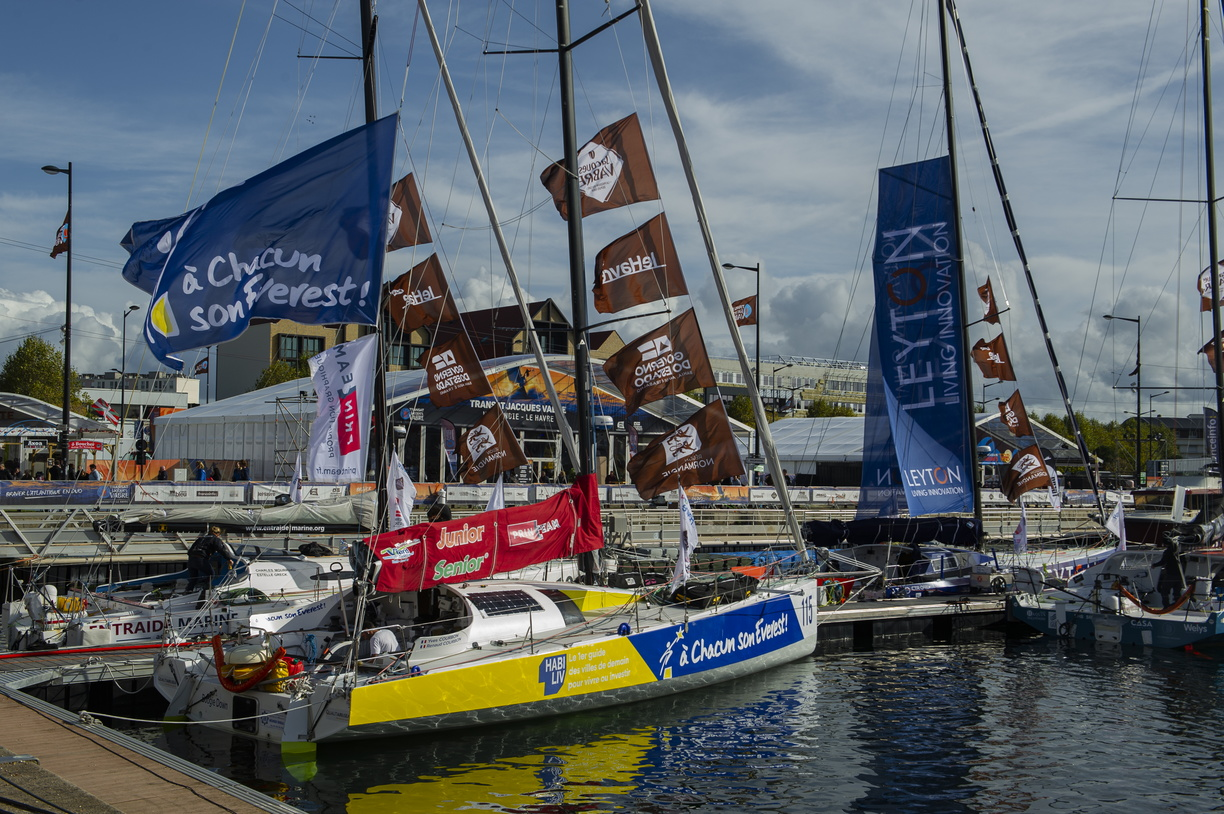
A chacun son Everest à quai dans le bassin Paul Vatine du Havre durant la Transat Jacques Vabre 2019.

- 13e de la Transat Jacques Vabre

### 2021:Engue & Vic Sailing
- 17e de la Normandy Channel Race[18]

### 2021:Exploring Tech for Good
- 28e de la Transat Jacques Vabre

### 2022:À l'aveugleavec François Jambou
- 10e du Championnat du Monde Class40[18]
- 20e de la 40 Malouine Lamotte[18]

### Depuis 2023:TrimControlavec Alexandre Le Gallais
- 16e de l'Armen Race